# Франческина, Никола
Никола Франческина (итал. Nicola Franceschina, род. 26 мая 1977, Бормио, Италия — итальянский шорт-трекист, серебряный призёр Олимпийских игр 2002 года, участник зимних Олимпийских игр 1998 и 2006 годов. 7-кратный бронзовый призёр чемпионата мира, 11-кратный чемпион Европы.  

## Спортивная карьера
Никола Франческина родился в 1977 году в городе Бормио недалеко от швейцарско-итальянской границы, где и начал кататься на коньках в возрасте 9 лет. Он занимался горными лыжами и лыжными гонками, но его сестра предложила ему конькобежный спорт. Франческина представлял клуб "Flamme Gold Moena", принадлежащий государственной полиции Италии.
Его международный дебют состоялся на Кубке Европы в январе 1996 года и занял там 5-е место в беге на 1000 м. В марте того года вместе с товарищами завоевал бронзовую медаль на командном чемпионате мира в Лейк-Плэсиде. Через год выиграл в составе эстафетной команды бронзу в Японии на чемпионате мира в Нагое. В 1998 году Никола выиграл две серебряные медали в беге на 1500 м и в эстафете на чемпионате Европы в  Будапеште.
В феврале на зимних Олимпийских играх в Нагано вместе с командой он поднялся на 4-е место в эстафете. В марте на чемпионате мира в Вене Никола занял высокое 5-е место на дистанции 500 м, а следом на домашнем командном чемпионате мира в Бормио вновь выиграл бронзу. 
В сентябре он дебютировал на Кубке мира в Монреале и сразу занял 2-е место в беге на 1000 м. На этапе в американском городе-курорте Саратога Спрингс он занял 3-е место в общем зачёте, а через неделю в голландском Зутермере вновь стал бронзовым призёром этапа, при этом выиграл на дистанции 1000 м и занял 2-е место в беге на 1500 м. В январе 1999 года на чемпионате Европы в Оберстдорфе выиграл золотую медаль в беге на 500 м и в эстафете и занял 2-е место в общем зачёте многоборья. 
На чемпионате Европы в Бормио в 2000 году Франческина одержал победу на дистанции 1000 м и в эстафете и стал бронзовым призёром в многоборье. На командном чемпионате мира в Гааге 2000 и на чемпионате мира в Шеффилде он также выиграл бронзовые медали. Через год на чемпионате мира в Корее занял 4-е место в эстафете.
В 2002 году он представлял Италию на зимних Олимпийских играх в Солт-Лейк-Сити. Он участвовал в эстафете и вместе с Маурицио Карнино, Фабио Картой и Николой Родигари завоевал олимпийскую серебряную медаль, а на дистанции 500 м занял 12-е место. На европейском чемпионате в  Гренобле выиграл серебро в беге на 500 м и бронзу на 1500 м, а в общем зачёте занял 4-е место.
На чемпионате Европы в Санкт-Петербурге Никола вновь стал 3-м в многоборье и выиграл очередное золото в эстафете. В марте 2003 года на командном и индивидуальном чемпионатах мира в составе команды занял 4-е места. В 2004 году он выиграл бронзовую медаль в эстафете на чемпионате мира в Гётеборге и в многоборье на чемпионате Европы в Зутермере.
В 2005 году Франческина завоевал золотую медаль на дистанции 1000 м и бронзовую на 1500 м на чемпионате Европы в Турине и вновь стал третьим в личном зачёте многоборья. На чемпионате Европы в Крыница-Здруй он вновь выиграл золотую награду в эстафете и бронзу в беге на 1500 м. На своих третьих зимних Олимпийских играх в Турине 2006 года он участвовал в эстафете со своей командой, где заняли 4 место.
В марте на командном чемпионате мира в Монреале вместе с командой занял 4-е место, после чего объявил о завершении карьеры.

## Личная жизнь
Никола Франческина с отличием окончил юридический факультет  Миланского университета с дипломом юриста, а также получил степень магистра на юридическом факультете Колумбийского университета в Нью-Йорке. С 2007 года работал в роли управляющего сотрудника корпоративной команды юридической компании "BonelliErede", а также являлся членом "Focus Team Real estate". В настоящее время с января 2019 года работает в 
компании "Freshfields Bruckhaus Deringer" советником, адвокатом и руководителем отдела недвижимости в Милане. Франческина предпочитает активный отдых и развлечения на свежем воздухе, альпинизм, лыжный альпинизм и парусный спорт.